# Niellim
Le niellim est une langue nigéro-congolaise de la branche des langues adamawa parlée au Tchad, sur les bords du Chari, au Nord-Ouest de Sarh.
La plupart des locuteurs de niellim habitent en ville, à Sarh et à Ndjamena.

## Classification
Le niellim fait partie des langues bua. Ce groupe est rattaché aux langues adamawa, elles-mêmes classées dans la branche adamawa des langues nigéro-congolaises.

## Phonologie

### Une langue tonale
Le niellim est une langue tonale qui possède trois tons simples, haut moyen et bas et des tons modulés.

## Sources
- (fr) Boyeldieu, Pascal, Esquisse phonologique du lua (« niellim ») de Niou (Moyen-Chari), dans Études phonologiques tchadiennes (Jean-Pierre Caprile, Éd.), pp. 163-185, Paris, SELAF, 1977,  (ISBN 2-85297-019-8)